# 堀江良一
堀江 良一（ほりえ りょういち、1955年（昭和30年）4月15日 - )は、日本の外交官。駐ケニア兼セーシェル兼ソマリア兼エリトリア特命全権大使。

## 経歴・人物
東京都出身。1979年（昭和54年）創価大学法学部法律学科を第5期生として卒業し、外務省に入省した。外務省北米局日米安全保障条約課企画官、総理府国際平和協力本部事務局参事官、ボスニア・ヘルツェゴビナ国際平和協力隊隊長、外務省大臣官房国内広報課長、在インド日本国大使館公使、外務省大臣官房審議官、法務省大臣官房審議官（入国管理局担当）。2012年（平成24年）外務省大臣官房付を経て、同年4月11日からスーダン駐箚特命全権大使。2014年（平成26年）8月31日依願退官。2016年（平成28年）4月19日からミクロネシア駐箚特命全権大使を務め、2017年（平成29年）には、ミクロネシアチューク州でごみ処理の支援事業を行っていた八王子市の石森孝志市長を、母校創価大学の馬場善久学長とともに訪問し、「市が対応していただけるのは大変ありがたい」と感謝の意を表明した。2019年（令和元年）6月7日からケニア駐箚特命全権大使、国際連合環境計画常駐代表、国際連合人間居住計画常駐代表。同年8月30日から兼駐セーシェル特命全権大使兼駐ソマリア特命全権大使。2020年（令和2年）2月から駐エリトリア特命全権大使を兼務。2022年（令和4年）4月から創価大学客員教授。

## 同期
（ ）は現在の役職
- 平松賢司（駐スペイン大使）
- 田良原政隆（シャンソン歌手）
- 北岡元（駐エストニア大使）
- 横井裕（駐中華人民共和国大使）
- 花谷卓治（退官、元駐モロッコ大使）
- 伊原純一（駐フランス大使）
- 山口壯（衆議院議員）
- 大江博（駐イタリア大使）
- 宮川眞喜雄（国家安全保障局国家安全保障参与）
- 廣木重之（駐スウェーデン大使）
- 長谷川晋（八戸学院大学客員教授、八戸学院短期大学客員教授）
- 小林弘裕（駐ニュージーランド大使）
- 西岡淳（帝京大学教授）
- 小川正史（KDDI顧問）
- 礒部博昭（駐パナマ大使）
- 西村篤子（大成建設取締役、国際石油開発帝石社外取締役）
- 羽田浩二（駐フィリピン大使）
- 大澤勉（駐カメルーン大使）